# Truhanes
|  | Per a altres significats, vegeu «Truhanes (sèrie de televisió)». |

Truhanes és una pel·lícula espanyola dirigida per Miguel Hermoso i estrenada el 1983, del gènere comèdia moral. Deu anys després es va gravar una sèrie per a televisió, emesa per Telecinco.

## Argument
Gonzalo Miralles (Arturo Fernández) és un cavaller sofisticat i culte que per circumstàncies de la vida acaba amb els seus ossos a la presó. En un ambient tan hostil per a un caràcter com el seu, busca la protecció d'un lladregot professional, home del poble i coneixedor dels usos i persones de la presó, anomenat Ginés Giménez (Francisco Rabal). Però aquest auxili li costarà un preu a Gonzalo quan tots dos surtin de la presó.

## Repartiment
- Francisco Rabal - Ginés
- Arturo Fernández - Gonzalo
- Lola Flores - Nati
- Isabel Mestres - Marta
- Vicky Lagos - Amparo
- Rafael Díez - El Lupas
- Elena Arnao - Maripi
- Alberto Fernández - El Gordo

## Premis
39a edició de les Medalles del Cercle d'Escriptors Cinematogràfics
| Categoría       | Persona          | Resultat  |
| --------------- | ---------------- | --------- |
| Millor actor    | Arturo Fernández | Guanyador |
| Millor guió     | Miguel Hermoso   | Guanyador |
| Premi revelació | Miguel Hermoso   | Guanyador |